# Masterpiece (The Temptations)
"Masterpiece" is een hitsingle van de Amerikaanse soul- en R&B-groep The Temptations. Het nummer werd uitgebracht in februari van het jaar 1973 en is afkomstig van het gelijknamige album van de groep. "Masterpiece" was de laatste grote hit van The Temptations, want het was de laatste single die de top tien op de poplijst van de Verenigde Staten bereikte. Op die lijst bleef het nummer steken op nummer 7, terwijl het op de R&B-lijst de top haalde en dus een nummer 1-hit was.
Masterpiece was de eerste top 40-single van The Temptations sinds "(Loneliness Made Me Realize) It's You That I Need" uit 1967, waarbij schrijver en producer Norman Whitfield niet samenwerkte met Barrett Strong. De succesvolle voorganger van Masterpiece, "Papa Was a Rollin' Stone", zou het laatste nummer zijn voor de groep waarbij Whitfield en Strong samen zouden werken. Daarna besloot Whitfield om alleen door te gaan, om zo meer credits te kunnen krijgen. Zo werd dus ook "Masterpiece" door alleen hemzelf geschreven en tevens geproduceerd. "Masterpiece" past goed in de stijl van schrijven waarin Norman Whitfield destijds verkeerde. Het was een van de vele psychedelic soulnummers die van zijn hand kwamen in die periode. Daarnaast was de albumversie een zeer lang nummer, 13 minuten en 49 seconden, wat hij die tijd al vaker toepaste bij nummers als "Run Away Child, Running Wild" en "Papa Was a Rollin' Stone". De kritiek hierop kwam zowel van The Temptations als van de pers. Beiden vonden dat er op de opname te weinig van The Temptations zelf te horen was en dat er te veel aandacht aan het instrumentale gedeelte van Whitfield besteed werd. The Temptations zingen namelijk slechts drie minuten op de opname. Desondanks werd het nummer een grote hit.
Een van de laatste nummers was "Masterpiece" die in Detroit, de thuisstad van Motown, opgenomen werd. In 1973 was de algehele overstap van de platenmaatschappij naar Los Angeles namelijk rond. Daardoor was "Masterpiece" een van de laatste nummers van de groep waarop The Funk Brothers, de studioband van Motown, te horen was. De meesten van die band maakte namelijk niet de overstap naar Los Angeles en bleven in Detroit.
De B-kant was, net als bij de voorganger "Papa Was a Rollin' Stone", de instrumentale versie van de A-kant. Na "Masterpiece" gebeurde dit echter niet meer bij singles van The Temptations, op "Happy People" uit eind 1974 na, vanwege de kritiek van The Temptations dat het niet echt meer om hun zang draaide.

## Bezetting
- Lead: Dennis Edwards, Otis Williams, Damon Harris, Richard Street en Melvin Franklin
- Achtergrond: Dennis Edwards, Otis Williams, Damon Harris, Richard Street en Melvin Franklin
- Instrumentatie: The Funk Brothers
- Schrijver: Norman Whitfield
- Producer: Norman Whitfield
- Arrangeur: Paul Riser